# Église Saint-Bene't
L’église Saint-Bene't est une paroisse anglicane de l’Église d'Angleterre située au centre de Cambridge. Certaines parties du bâtiment, notamment le clocher, remontent à l’époque anglo-saxonne, ce qui en fait l’église la plus ancienne du comté de Cambridgeshire et le plus ancien bâtiment de la ville.

## Étymologie
Le nom de Bene't est une tentative de conciliation du nom anglo-normand Benet (aussi : Benett) et le nom de saint Benedict,. Les documents en latin des XIIIe et XIVe siècles font référence à une ecclesie sancti Benedicti tandis qu’un contrat en anglais du 6 juin 1452 mentionne la cherche of seynt Bennettys. Sur les cartes anciennes de Cambridge, on trouve Benett Ch (carte de Lyne, 1574) ou St Bennetts Church. (carte de Loggan, 1688). Au XIXe siècle, les appellations ont varié : St Benedict, St Benet or St Bene't. L’usage actuel est soit St Benet, soit St Bene't.

## Localisation
L’Église Saint-Bene’t se trouve du côté sud de la rue Saint-Bene’t, adjacente au collège Corpus Christi. Elle a servi de chapelle à ce collège jusqu’en 1579. Le collège est d'ailleurs toujours propriétaire du bâtiment et la paroisse entretient des liens étroits avec le collège.

## Historique
Le clocher de Saint-Bene't a probablement été érigé entre l’an 1000 et l’an 1050. Les ouvertures pour les cloches ont été ajoutées en 1586. La tour est typiquement anglo-saxonne avec son chaînage d'angle en alternance long-court. Ce chaînage dépasse le plan de la maçonnerie des faces du clocher, ce qui indique qu'il devait être crépi à l'origine. À l'intérieur de l'église, l'arche de soutien de la tour, qui date du XIe siècle est l'élément le plus remarquable.
Les arches de la nef datent d'une reconstruction aux alentours de l'an 1300, moment où les bas-côtés ont sans doute été ajoutés. Ces bas-côtés du XIVe siècle, de même que les murs nord et est du chœur, ont été rasés lorsque l'église a été agrandie au cours de deux restaurations au XIXe siècle : en 1853 Raphaël Brandon reconstruit la nef nord et ajoute le porche ; en 1872, Arthur Blomfield reconstruit le sud de la nef, le chœur et le triforium de la nef, y compris l'arcade du chœur. Au cours de ces travaux, des semelles des chaînages  anglo-saxons  ont été découvertes, qui indiquent que la nef d'origine était plus large que l'actuelle. On ne sait pas avec certitude quand les premiers bas-côtés ont été ajoutés, mais il semble probable que cela ait eu lieu lors de la reconstruction de 1300.
Au XIIIe siècle, le chœur a été modifié, des fenêtres en lancette typiques du début du gothique anglais (dont l'une est maintenant obturée) ont été ajoutées sur le côté sud. Les bancs de pierre (sedilia) et la piscine dans le chœur de l'église sont du XIVe siècle, avec des arcades à accolade de style gothique. Le triforium et de la toiture de la nef sont de style gothique tardif et datent de 1452.
Saint-Bene't possède une seule statue en bronze : un petit personnage agenouillé représentant Richard Billingford, mort en 1442 et qui fut master (proviseur) du collège Corpus Christi de 1398 à 1432.
L'église est classée monument historique (Grade I listed building).

## Personnalités liées à l'église

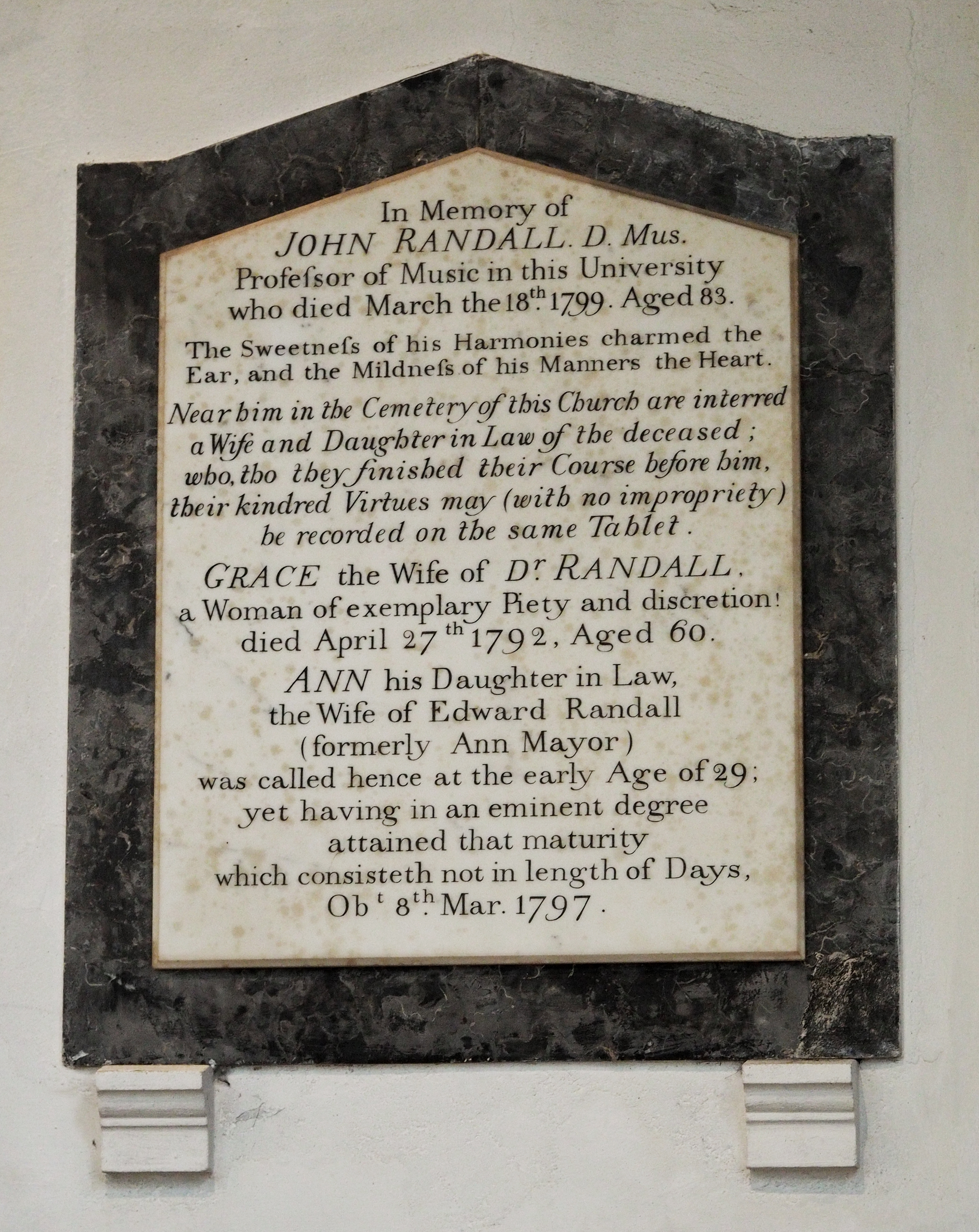

- Le musicien John Randall (en) (1715-1799), professeur à l'université de Cambridge, est enterré dans le cimetière paroissial[8].

## Galerie

Église Saint-Bene't
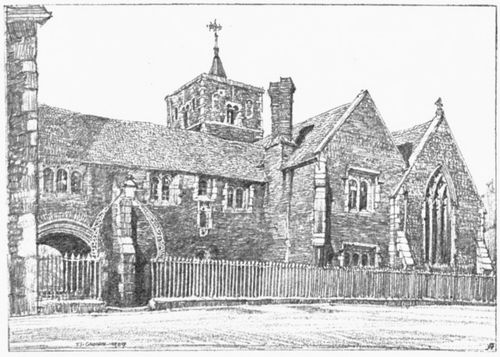
Collège Corpus Christi et église Saint-Bene't
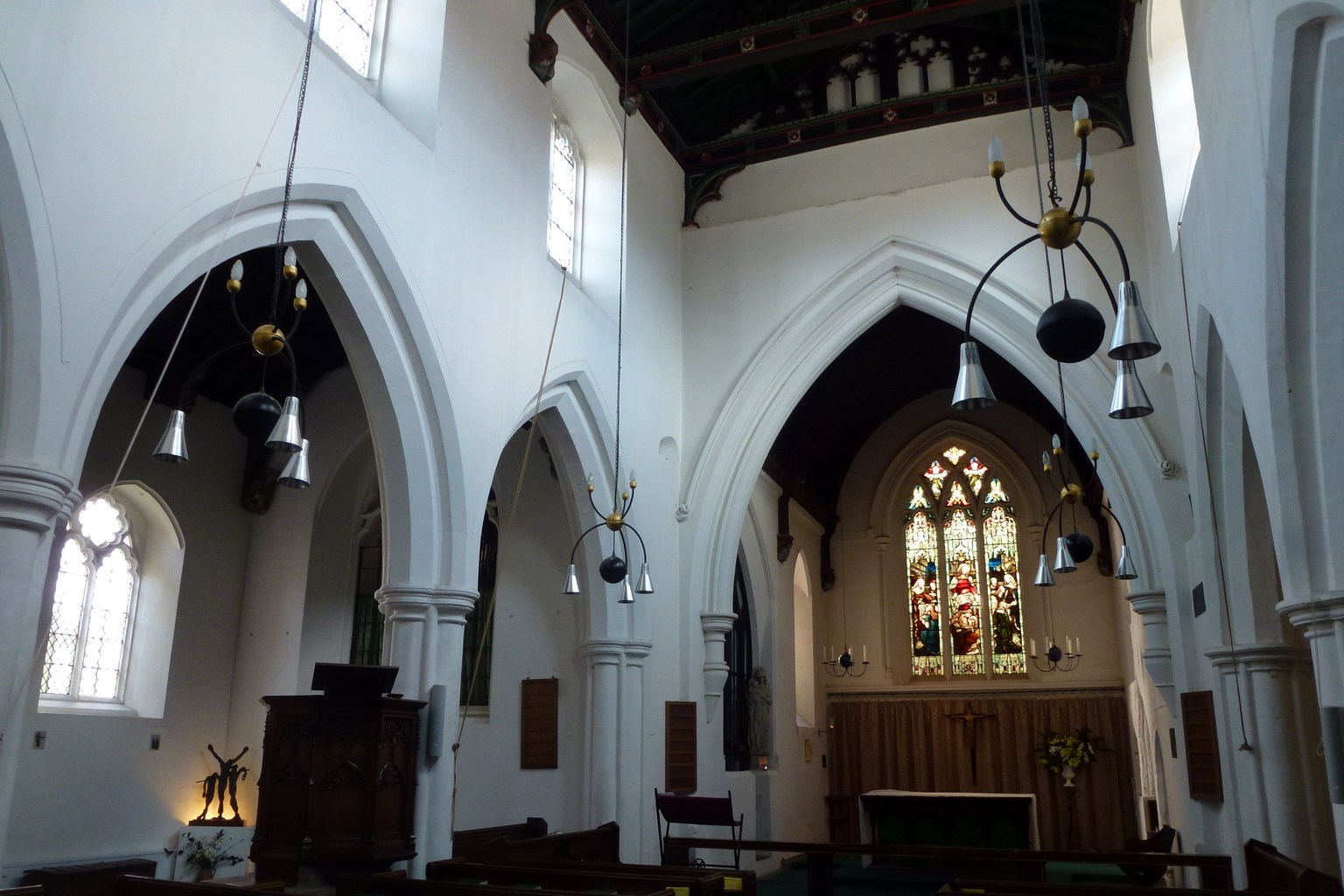
Intérieur de la nef, en regardant vers le chœur de l'église (à droite) et bas-côté nord (à gauche).
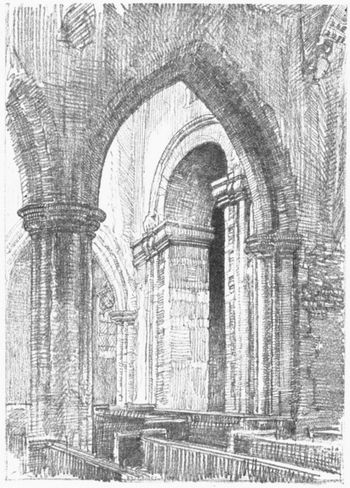
Gravure de 1910
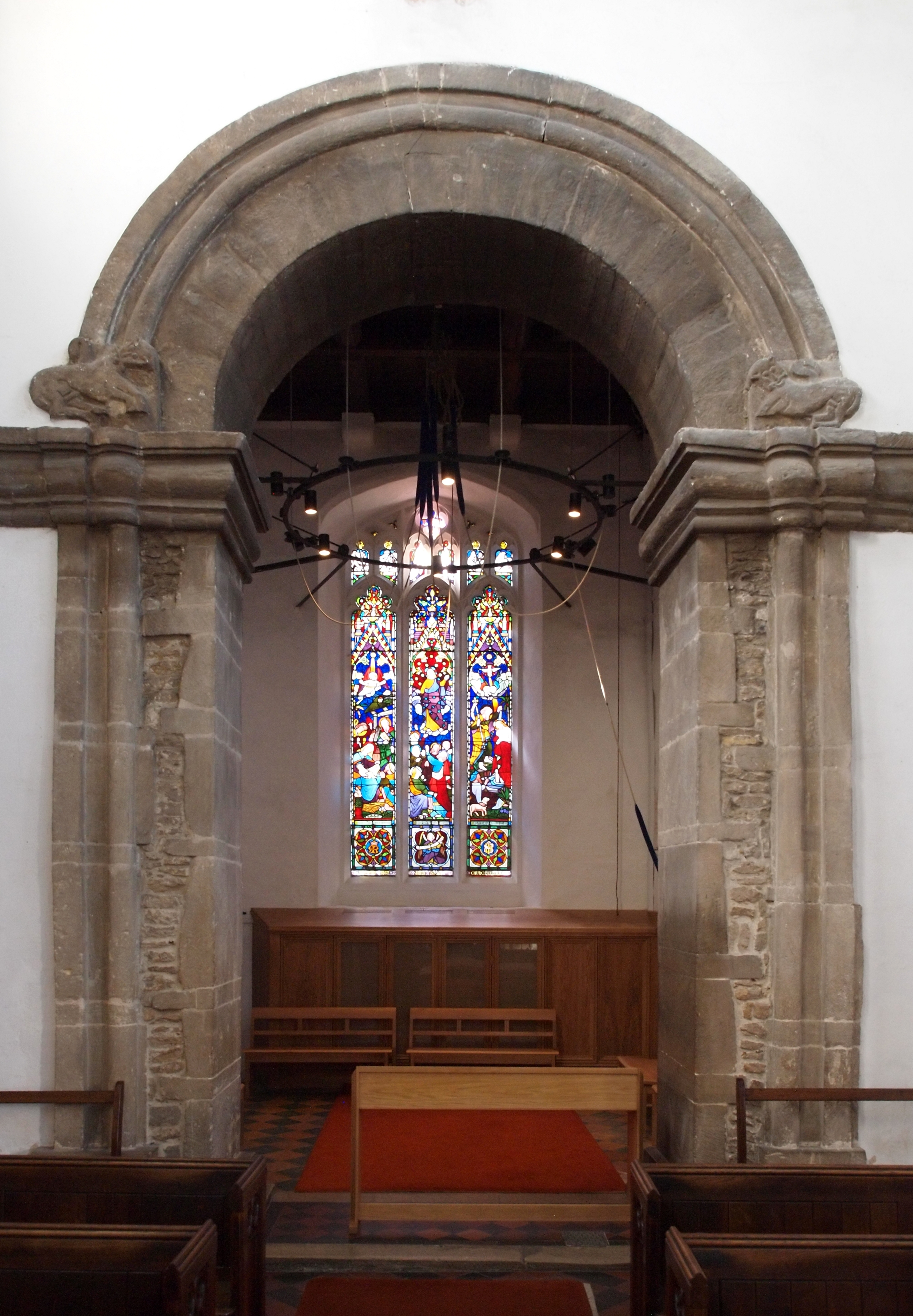
L'arche du XIe siècle supportant le clocher.
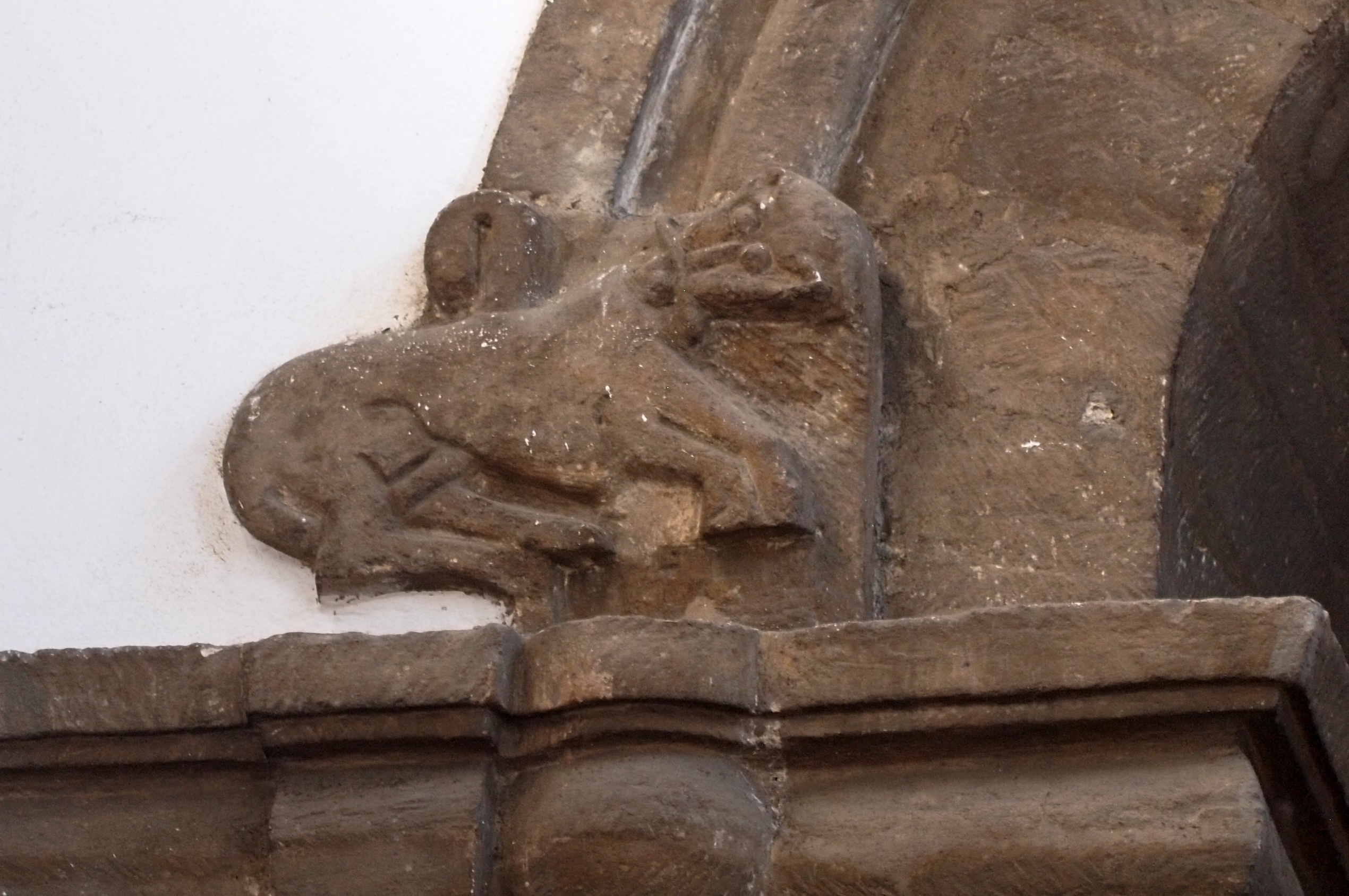
Détail de l'arche (gauche)
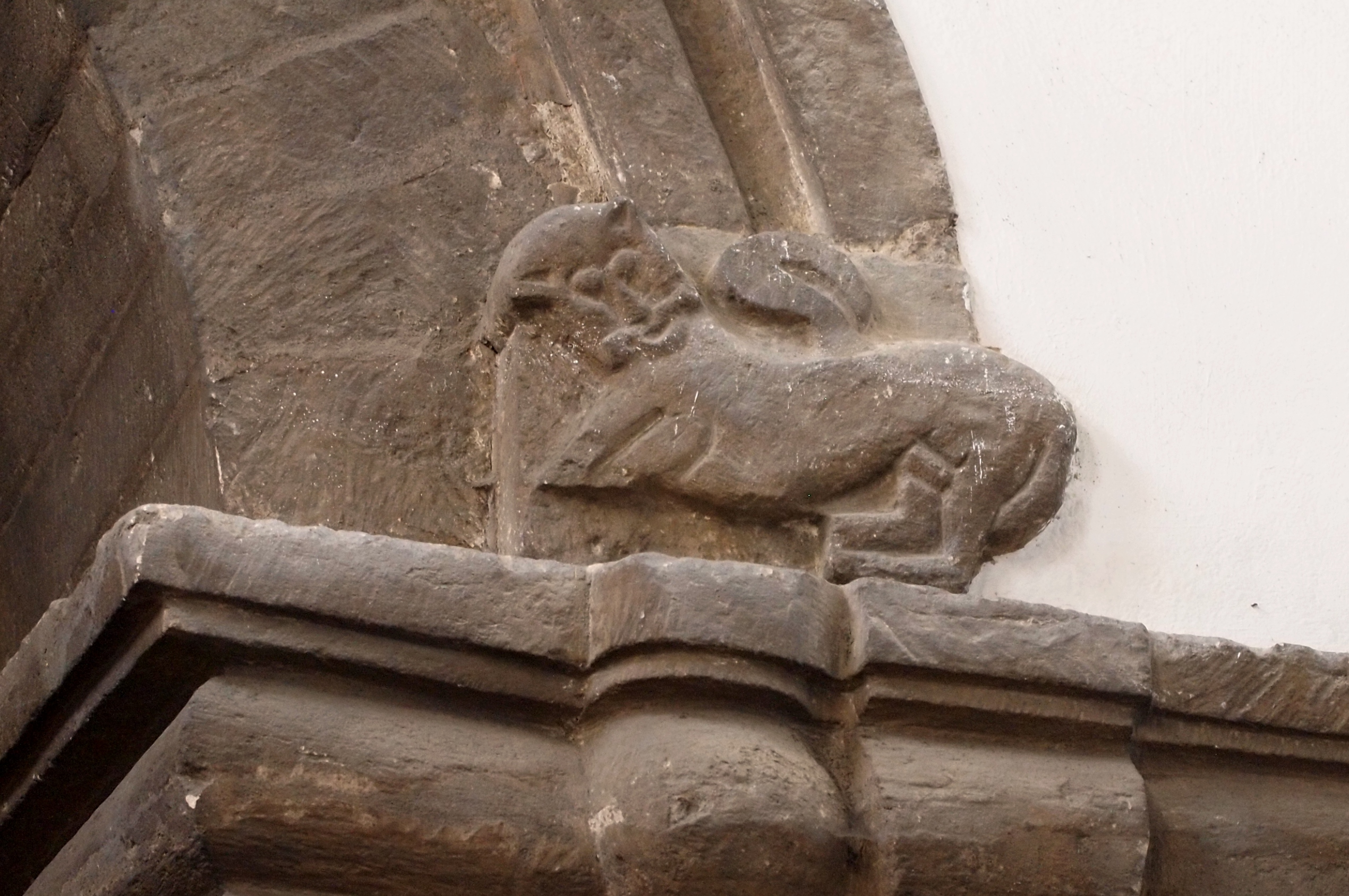
Détail de l'arche  (droite)